# Live Without a Net
Live Without a Net (с англ. — «Коцерт/Жить без сети») — первый концертный видео-альбом хард-рок группы Van Halen, выпущенный 24 ноября 1986 года на лейбле Warner, записанный в Нью-Хейвене, штат Коннектикут, в 1986 году.

## Об альбоме
Это было их выступление 27 августа 1986 года в Мемориальном Колизее ветеранов Нью-Хейвена. 90-минутный релиз удалил несколько песен из полного исполнения. В то время как группа пыталась записать предыдущую ночь, проблемы со звуком помешали ей быть использованной, хотя некоторые видеоматериалы с той ночи позже всплывут в музыкальных клипах. Эти концерты были частью тура 5150, поддерживающего одноименный альбом, первый альбом Van Halen с вокалистом Сэмми Хагаром.
Песни появляются в концертном фильме в последовательности, отличной от оригинального исполнения, и по крайней мере четыре песни из живого шоу («You Really Got Me», «Dreams», «Good Enough» и «Wild Thing») были полностью опущены из фильма. Были сделаны и другие правки концерта, например, слегка отредактировано гитарное соло Эдди Ван Халена и вырезаны короткие моменты из ночи. Исполнение песни «Best of Both Worlds», включавшей в себя часть хита Роберта Палмера" Addicted to Love", вышло в эфир во время вручения премии MTV Video Music Awards 1986 года, но раздел Палмера был отредактирован из выпуска домашнего видео. Те же самые кадры выступления, которые транслировались во время MTV VMA, продолжали включать «Love Walks In», ещё больше иллюстрируя перестановку порядка воспроизведения для отредактированной версии домашнего видео. Оба транслировались в одном непрерывном клипе во время церемонии награждения. Проблемы с непрерывностью продолжались, как это было показано в начале гитарного соло Эдди. В какой-то момент Эдди засовывает сигарету под шнурки за гайкой. Через несколько секунд Эдди закуривает сигарету и бросает её на пол. Через несколько секунд сигарета снова появляется на своем прежнем месте, за гайкой. Ещё одна проблема возникла, когда Крамер 5150 Эдди Ван Халена порвал струну во время песни «I Can’t Drive 55». После Бриджа песни, пока Сэмми солировал, Эдди взял свою гитару Steinberger 5150 и использовал её, чтобы закончить песню и исполнить «Ain’T Talkin' Bout Love».
Первоначально выпущенный на VHS и Laserdisc, Live Without a Net был переиздан на DVD в 2004 году со стереозвуком и объемным звуком — миксами Dolby 5.1 и DTS.[3] на DVD 2004 года есть пасхальное яйцо, короткий беззвучный клип человека, сидящего за рулем маленькой машины и играющего на гитаре. Клип взят из видеоклипа Amsterdam группы Guster. К нему можно получить доступ, открыв файлы VTS на вашем компьютере.

## Список композиций
Слова и музыка всех песен — Алекс Ван Хален, Эдди Ван Хален, Майкл Энтони и Сэмми Хагар, кроме указанных иначе.
| №   | Название                       | Автор(ы)                                                     | Оригинальный альбом (год) | Длительность |
| --- | ------------------------------ | ------------------------------------------------------------ | ------------------------- | ------------ |
| 1.  | «Introduction (Вступление)»    |                                                              |                           | 0:33         |
| 2.  | «There's Only One Way to Rock» | Сэмми Хагар                                                  | Standing Hampton          | 4:26         |
| 3.  | «Summer Nights»                |                                                              | 5150                      | 6:15         |
| 4.  | «Get Up»                       |                                                              | 5150                      | 4:31         |
| 5.  | «Drum Solo»                    | Алекс Ван Хален                                              |                           | 5:10         |
| 6.  | «5150»                         |                                                              | 5150                      | 7:28         |
| 7.  | «Best of Both Worlds»          |                                                              | 5150                      | 5:44         |
| 8.  | «Bass Solo»                    | Майкл Энтони                                                 |                           | 7:42         |
| 9.  | «Panama»                       | Алекс Ван Хален, Эдди Ван Хален, Майкл Энтони и Дэвид Ли Рот | 1984                      | 4:04         |
| 10. | «Love Walks In»                |                                                              | 5150                      | 5:41         |
| 11. | «Guitar Solo»                  | Эдди Ван Хален                                               |                           | 12:35        |
| 12. | «I Can't Drive 55»             | Сэмми Хагар                                                  | VOA                       | 4:22         |
| 13. | «Ain't Talkin' 'bout Love»     | Алекс Ван Хален, Эдди Ван Хален, Майкл Энтони и Дэвид Ли Рот | Van Halen                 | 3:38         |
| 14. | «Why Can’t This Be Love»       |                                                              | 5150                      | 4:42         |
| 15. | «Rock 'N' Roll»                | Led Zeppelin                                                 |                           | 7:50         |

## Участники записи
- Алекс Ван Хален — ударные, перкуссия
- Эдди Ван Хален — соло-гитара, клавишные, бэк-вокал, клавишные на «Love Walks In» и «Why Can’t This Be Love»
- Майкл Энтони — бас-гитара, бэк-вокал
- Сэмми Хагар — вокал, ритм-гитара, соло-гитара (2, 10 12-15)